# La ragazza del prete
Pour plus de détails, voir Fiche technique et Distribution.
La ragazza del prete (littéralement : « La copine du prêtre ») est une comédie romantique italienne  réalisée par Domenico Paolella sortie en 1970,.

## Synopsis
Don Michele, un jeune prêtre des Pouilles, arrive à Rome, appelé par son oncle Mimì, cardinal qui occupe une haute fonction au Vatican et qui lui a confié la paroisse d'un village. Malgré l'environnement difficile, Don Michele parvient à gagner le respect des paroissiens.
Des touristes allemands passent par l'église et Don Michele fait la connaissance de la jeune Erika et est touché par le charme de la jeune fille, qui à son tour ne cache pas sa sympathie.

## Fiche technique
- Titre original : La ragazza del prete
- Réalisation : Domenico Paolella
- Scénario : Giacomo Furia, Guido Leoni, Nicola Manzari, Domenico Paolella
- Production : Giovanni Addessi
- Maison de production : D.C. 7 Mega Films
- Photographie : Claudio Ragona
- Musique : Gian Franco Reverberi
- Montage : Otello Colangeli
- Durée : 100 minutes
- Rapport : 2,35 : 1
- Genre : comédie
- Date de sortie : 1970
- Langue : italien
- Genre : comédie
- Pays de production :  Italie

## Distribution
- Nicola Di Bari : Don Michele / Nicola
- Susanna Martinková : Erika
- Isabella Biagini : Maria Innocenza Furlan
- Mario Carotenuto : le cardinal Mimì
- Toni Ucci : Giaguaro
- Gisella Sofio : Antonella
- Umberto D'Orsi : commissaire Pieretti
- Antonella Steni : De Magistris
- Giacomo Furia : le sacristain
- Fiorenzo Fiorentini
- Hélène Chanel
- Tuccio Musumeci